# 保坂亨
保坂 亨（ほさか とおる、1956年11月26日 - ）は、日本の教育心理学者、千葉大学教授。
東京都生まれ。1980年東京大学教育学部教育心理学卒、1983年同大学院教育学研究科博士課程中退、東京大学教育学部助手（学生相談所専任相談員）、1989年千葉大学教育学部講師、同助教授、2002年「長期欠席・不登校から学校教育を考える」で東京大学より教育学博士の学位を取得、千葉大教育学部附属教育実践総合センター教授。千葉県教育庁「高等学校改革推進協議会」委員長、千葉家庭裁判所委員会委員、子どもの虹情報研修センター企画評価委員。

## 著書
- 『学校を欠席する子どもたち 長期欠席・不登校から学校教育を考える』東京大学出版会 2000
- 『"学校を休む"児童生徒の欠席と教員の休職』学事出版 2009
- 『いま、思春期を問い直す グレーゾーンにたつ子どもたち』東京大学出版会 2010

### 共編著
- 『子どもの成長教師の成長 学校臨床の展開』近藤邦夫、岡村達也共編 東京大学出版会 2000
- 『心理学マニュアル　面接法』中澤潤、大野木裕明共編著 北大路書房 2000
- 『ロジャーズを読む』久能徹、末武康弘、諸富祥彦共著 岩崎学術出版社 1997
- 『カウンセリングを学ぶ 理論・体験・実習』佐治守夫、岡村達也共著 東京大学出版会 1996
- 『日本の子ども虐待 戦後日本の「子どもの危機的状況」に関する心理社会的分析』編著 福村出版 2007
- 『臨床家佐治守夫の仕事』全3巻 近藤邦夫、無藤清子、鈴木乙史、内田純平共編 明石書店 2007
- 『日本の子ども虐待 戦後日本の「子どもの危機的状況」に関する心理社会的分析』編著 福村出版 2007
- 『学校臨床心理学への歩み 子どもたちとの出会い、教師たちとの出会い 近藤邦夫論考集』堀田香織、中釜洋子、齋藤憲司、高田治編 福村出版 2010
- 『初任者教員の悩みに答える 先輩教員からの47のアドバイス』明石要一共編著 教育評論社 2011
- 『移行支援としての高校教育 思春期の発達支援からみた高校教育改革への提言』小野善郎共編著 福村出版 2012

### 翻訳
- C・R・ロジャーズ『カウンセリングと心理療法 実践のための新しい概念』末武康弘,諸富祥彦共訳 岩崎学術出版社 2005 ロジャーズ主要著作集
- 同『クライアント中心療法』諸富祥彦, 末武康弘共訳 岩崎学術出版社 2005 ロジャーズ主要著作集
- 『ロジャーズが語る自己実現の道』諸富祥彦、末武康弘共訳 岩崎学術出版社 2005

## 注
1. ↑  『読売年鑑 2016年版』（読売新聞東京本社、2016年）p.341
2. ↑  『いま、思春期を問い直す』著者紹介